# Les Enfants du diable
Pour plus de détails, voir Fiche technique et Distribution.
Les Enfants du diable (Sometimes They Come Back... Again) est un film américain réalisé par Adam Grossman, sorti en 1996 directement sur le marché vidéo. C'est une suite du téléfilm Vengeance diabolique (1991) et il est lui-même suivi du Diable des glaces (1998).

## Synopsis
Le psychologue Jon Porter revient dans sa ville natale, avec sa fille adolescente Michelle, à la suite de la mort étrange de sa mère. Trente ans plus tôt, sa sœur Lisa y a été assassinée sous ses yeux par trois voyous, Tony Reno, Vinnie Ritacco et Sean Patrick, qui ont eux-mêmes été tués juste après par électrocution. Tandis que Jon apprend que la mort de sa mère n'est pas accidentelle, Michelle est courtisée par un garçon nommé Tony Reno, qui lui donne un vieux bracelet. 

## Fiche technique
- Réalisation : Adam Grossman
- Scénario : Guy Riedel et Adam Grossman
- Photographie : Christopher Baffa
- Montage : Stephen Myers
- Musique : Peter Manning Robinson
- Société de production : Trimark Pictures
- Pays d'origine :  États-Unis
- Langue originale : anglais
- Genre : horreur
- Durée : 98 minutes
- Dates de sortie : 
  - États-Unis : 3 septembre 1996 (direct-to-video)

## Distribution
- Michael Gross : Jon Porter
- Alexis Arquette : Tony Reno
- Hilary Swank : Michelle Porter
- Bojesse Christopher : Vinnie Ritacco
- Glen Beaudin : Sean Patrick
- Jennifer Elise Cox : Jules Martin
- Jennifer Aspen : Maria Moore
- William Morgan Sheppard : le père Archer Roberts
- Gabriel Dell Jr. : Steve Pagel
- Patrick Renna : Alan

## Production
Trimark Pictures a racheté les droits de Vengeance diabolique à Dino De Laurentiis pour en faire une sorte de suite qui reprend la même idée de départ de Cours, Jimmy, cours la nouvelle de Stephen King dont Vengeance diabolique est adapté. Les Enfants du diable a connu un succès modéré en vidéo, ce qui a permis de produire une autre suite, Le Diable des glaces, film qui n'a quant à lui absolument rien à voir avec la nouvelle de Stephen King.

## Accueil critique
Pour Alexandre Poncet, de Mad Movies, le film profite du « charisme androgyne d'Alexis Arquette » mais n'offre « pas grand-chose à se mettre sous la dent, excepté peut-être deux scènes de meurtres très originales ».